# Holger Nielsen

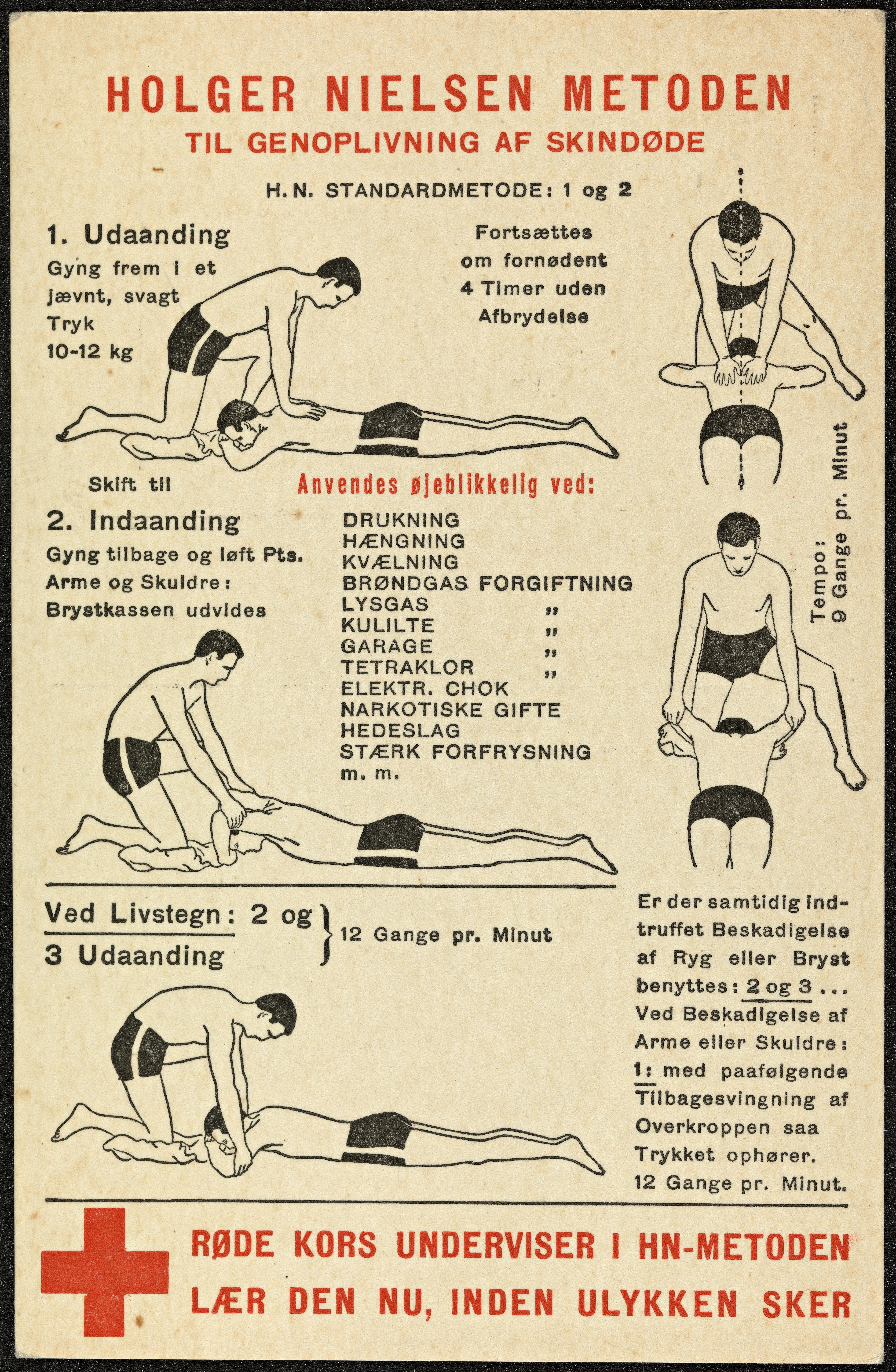
Ukázka Nielsenovy metody resuscitace

Holger Louis Nielsen (18. prosince 1866, Kodaň – 26. ledna 1955, Hellerup) byl dánský sportovní šermíř a střelec, držitel tří olympijských medailí z Letních olympijských her 1896 v Athénách, průkopník házené a novátor metody resuscitace.

## Životopis
Holger Nielsen se narodil v Kodani 18. prosince 1866. Toužil se stát lékařem, ale finanční prostředky rodičů byly nedostatečné, a tak se v roce 1881 dostal do vojenské školy, po jejím absolvování byl převelen k dělostřelectvu a jmenován seržantem. Věnoval se gymnastickým cvičením, šermu a cvikům se zbraněmi, v roce 1887 vykonal učitelskou zkoušku, kterou doplnilo pedagogické studium tělovýchovy na vojenské škole, posléze byl na Sorøské vojenské akademii po dvě léta asistentem učitele tělocviku. Poté se vrátil k výcviku důstojníků a 1891 byl jmenován poručíkem. Ve stejném roce se oženil s Julií Klæbelovou .
Další Nielsenova kariéra už probíhala mimo armádu, v letech 1891 – 1914 vyučoval tělesná cvičení na střední škole v Ordrupu, od roku 1919 po 25 let byl inspektorem pro sport v komuně Gentofte. Vystřídal řadu dalších funkcí ve tělovýchově a sportu, nejvýznamnější byla jeho funkce předsedy Dánské federace plavecké a záchranné služby (1910 – 1920), kterou pomohl v roce 1907 založit.

## Holger Nielsen na olympijských hrách 1896
Na 1. olympijských hrách v Athénách se Holger Nielsen přihlásil do šesti disciplín ve třech sportech. Největší šance se mu přisuzovaly v šermu šavlí. Do soutěže se přihlásilo 9. dubna 5 šermířů, z toho byli tři Řekové, jeden Rakušan a Holger. Favoritem byl Rakušan Adolf Schmal, dvě první kola vyhrál, to druhé nad Nielsenem 3:1. Pak se však do athénského Zappeionu dostavila celá královská rodina včetně krále a prince. Pořadatelé se rozhodli, že dosavadní výsledky zruší, aby mohli vzácní hosté vidět soutěž celou. Nejvíc na tro doplatil Schmal, který pak s jediným vítězstvím skončil bez medaile. Nielsen ovšem nezačal dobře, prohrál s Tilemachem Karakalosem 2:3, pak porazil dalšího Řeka Georgia Iatridise 3:1 a s olympijským vítězem Ioannisem Georgiadisem prohrál 2:3. O bronzovou medaili se v přímém souboji utkal se Schmalem a vyhrál 3:2.
Největší úspěch přinesla Nielsenovi střelba z libovolné pistole. Mezi pěti střelci dominoval Sumner Paine z USA se 442 body, Nielsen získal dost překvapivě stříbrnou medaili s 285 body. Na střelbu z rychlopalné pistole se bratři Paineovi dostavili s pistolí o nedovolené ráži a byli vyloučeni. Poté zůstali v soutěži pouze čtyři střelci, Řekové Ioannis Frangoudis a Georgios Orphanidis se tentokrát dostali před Nielsena, na něhož zbyla medaile bronzová; jeho výkon není znám. Čtvrtý závodník z Velké Británie závod nedokončil.
Na střelbu z vojenské pistole na 25 m se přihlásilo 16 sportovců ze čtyř zemí. Bratři John a Sumner Paineovi z USA byli bez konkurence, Nielsen skončil v této disciplíně na 5. místě, výsledek jeho střelby historie nedochovala. Nielsenovi se vůbec nepovedl začátek střelby z vojenské pušky na 200 m a po dvou sériích ze soutěže odstoupil. Stejně tak neuspěl ani v hodu diskem, jeho výkon ani celkové pořadí neznáme, skončil mezi 5. – 11. místem.

## Vznik házené
Na konci 19. století se stalo Dánsko kolébkou nové kolektivní hry – házené. Určitou podobu s budoucím sportem měla hra, kterou v roce 1897 se skupinou svých studentů zkoušel Rasmus Nicolai Ernst na školách v Nyborgu. Pro vznik házené však měla rozhodující vliv příhoda, která se odehrála na reálném gymnáziu v Ordrupu. Ta měla dost malé hřiště na fotbal a ředitel školy měl ještě obavy o to, aby žáci nepoškodili měkký míč. Nielsen se studenty začal vymýšlet pravidla pro hru, v níž by se pro pohyb míče místo nohou používaly ruce. Hru si studenti oblíbili a Nielsen vydal v roce 1906 první pravidla nové hry - „Průvodce házenou“. Je takřka jisté, že se Ernst s Nielsenem vůbec neznali. Již v roce 1907 se uskutečnil v dánském Helsingøru zápas mezi školami v Ordrupu a Helsingøru, kde Ernst vyučoval od roku 1905, Ordrup zvítězil 21:0.

## Novátorství v resuscitaci
Nielsen byl také v roce 1932 průkopníkem nové metody resuscitace utonulých (viz obrázek). Tato metoda byla lékaři uznána v roce 1951 a používala se do doby, než byla překonána dýcháním z úst do úst (dle doporučení z roku 1958).